# 六分儀座μ
六分儀座μ，又名BD-21 4908，HD 166937、SAO 186497、HR 6812，是六分儀座的一颗恒星，视星等为3.86，位于銀經10，銀緯-1.6，其B1900.0坐标为赤經18h 7m 46.9s，赤緯-21° -1.6′ 6″。